# Baurubatrachus
Baurubatrachus — викопний рід жаб, що існував наприкінці крейди (70-66 млн років тому). Рештки представників роду знайдені в Бразилії.

## Скам'янілості
Типовий вид роду B. pricei знайдений у відкладеннях формації Серра-да-Гальга (член формації Марілія), поблизу села Пейрополіс (штат Мінас-Жерайс). Другий вид B. santosdoroi був описаний у 2022 році, а рештки двох особин були виявлені в формації Адамантина поблизу міста Катандува у штаті Сан-Паулу, за 200 км південніше першої знахідки.

## Види
- †Baurubatrachus pricei Báez and Perí, 1990
- †Baurubatrachus santosdoroi Muzzopappa et al., 2022